# ألكساندر بافلوفيتش (لاعب كرة قدم)
ألكساندر بافلوفيتش (بالصربية: Александар Павловић) لاعب كرة قدم ألماني من أصول صربية. يلعب حالياً مع نادي بايرن ميونخ الذي ينافس في الدوري الألماني الدرجة الأولى وكذلك مع منتخب ألمانيا لكرة القدم.

## وصلات خارجية
- ألكساندر بافلوفيتش على موقع الاتحاد الأوربي (الإنجليزية)
- ألكساندر بافلوفيتش على موقع قاعدة بيانات كرة القدم.إي يو (الإنجليزية)
- ألكساندر بافلوفيتش على موقع ليكيب (الفرنسية)
- ألكساندر بافلوفيتش على موقع Soccerbase.com (لاعب) (الإنجليزية)
- ألكساندر بافلوفيتش على موقع Soccerway.com (الإنجليزية)
- ألكساندر بافلوفيتش على موقع عالم كرة القدم.نت (الإنجليزية)